# Plesina claripennis
Plesina claripennis är en tvåvingeart som beskrevs av Louis-Paul Mesnil 1953. Plesina claripennis ingår i släktet Plesina och familjen parasitflugor. Inga underarter finns listade i Catalogue of Life.